# Gregorio Romeo
Gregorio Romeo (Acireale, 3 novembre 1825 – Malta, 28 aprile 1850) è stato un poeta e patriota italiano.

## Biografia
Giovane patriota universitario, Gregorio Romeo si distinse nella rivoluzione antiborbonica del 12 gennaio 1848 recandosi prima a Palermo dove ricevette la nomina di Capitano delle truppe rivoluzionarie e successivamente a Catania come Capo di Stato Maggiore.Ad Acireale, che fu una delle prime città ad insorgere costituì un comitato rivoluzionario ed una guardia nazionale acesi.Quando le truppe borboniche comandate dal generale Carlo Filangieri rientrarono in città il 5 aprile 1849 fu costretto a fuggire in esilio a Malta assieme ad altri patrioti siciliani, dove morì esule il 28 aprile 1850 a soli 25 anni.